# Petrivske, Prîlukî
Petrivske (în ucraineană Петрівське) este un sat în comuna Zaiizd din raionul Prîlukî, regiunea Cernihiv, Ucraina.

## Demografie
Componența lingvistică a localității Petrivske
     Ucraineană (97,51%)
     Rusă (2,49%)
Conform recensământului din 2001, majoritatea populației localității Petrivske era vorbitoare de ucraineană (97,51%), existând în minoritate și vorbitori de rusă (2,49%).